# Fanta Siby
Fanta Siby, née en 1962, est un médecin malien. Elle a été ministre de la Santé et du Développement social du Mali de 2020 à 2021,.

## Biographie
Fanta Siby est née en 1962 au Mali. Elle a étudié la médecine et a obtenu son diplôme de l'Université de Bamako en 1990.
Siby est devenue ministre de la Santé et du Développement social le 5 octobre 2020. Elle a occupé ce poste jusqu'au 11 juin 2021, date à laquelle elle a été remplacée par Diéminatou Sangaré.